# Aral Karakum
Aral Karakum (kazakh: Арал қарақұмы, Aral qaraqumy; rus: Приара́льские Караку́мы) és un desert al Kazakhstan, situat al nord-est del mar d'Aral.
La major part del territori desèrtic es troba dins dels districtes d'Aral i Khazali de la província de Khizilordà. Un petit sector forma part de l'extrem sud-est de la província d'Aktobé i les franges sud-oest de la província de Kharagandí.

## Geografia
El desert limita amb el riu Sirdarià al sud. El desert cobreix una superfície de 40.000 km².
El paisatge de la regió és força planer, amb una alçada que varia de 55 a 118 m sobre el nivell mitjà del mar. Les dunes poden assolir una alçada d'uns 25 m. La zona és molt seca i els rius assecats solen portar aigua només durant la primavera, quan la neu de l'hivern es fon. La precipitació anual ronda els 120 mm. El llac Jakhsikhilix es troba a la part occidental.

## Clima
L'hivern dura des de mitjans de novembre fins a mitjans de març, amb nuvolositat variable i boira freqüent. La temperatura mitjana durant el dia és de -5 a 10 °C, i a la nit al voltant de -25 °C. La temperatura més baixa registrada és de -42 °C. No obstant això, en qualsevol moment de l'hivern és possible un clima suau. Les precipitacions cauen sobretot a l'hivern en forma de neu. La capa de neu sol tenir uns 15 cm de profunditat, però pot arribar als 30 cm.
L'estiu dura des de maig fins a mitjans de setembre. Les temperatures diürnes normalment oscil·len entre els 30 i els 35 °C, però s'han registrat temperatures de fins a 43 °C. A la nit, la temperatura baixa a 15-18 °C. A l'estiu, sovint hi ha vents secs i tempestes de pols.

## Flora
L'Aral Karakum té una mica de vegetació, principalment herbes, i s'utilitza per a la pastura d'ovelles.